# Идс, Роберт
Роберт Идс (англ. Robert Eads, 18 декабря 1945 — 17 января 1999) — американский трансгендерный мужчина, при рождении женщина, после трансгендерного перехода операцию не делал и сохранил женские половые органы, фермер, проживавший в штате Джорджия (США), умерший от рака яичников вследствие неоказания должной медицинской помощи. 
В 1996 году у него был диагностирован рак яичников — потенциально смертельная болезнь, при которой существует примерно 30% шансов на  излечение, особенно если лечить  рак в ранней стадии. У Роберта было достаточно времени, чтобы посетить более 20 разных врачей для получения адекватного лечения на ранней стадии. Однако все врачи, у которых он был, отказались лечить его из опасения, что это может помешать их практике, или из собственных предрассудков против трансгендерных людей. Когда его приняли на лечение в 1997 году, рак уже дал метастазы в другие части тела, что сделало любое дальнейшее лечение бесполезным. Роберт Идс умер 17 января 1999 года.
Будучи женщиной, состоял в браке с мужчиной, родив от него двоих детей. После развода (но до трансгендерного перехода) некоторое время считал(а) себя лесбиянкой.
Роберт Идс был главным героем документального фильма «Южный комфорт» (2001). Картина была номинированном на премию GLAAD Media в 2001 году и получила приз Большого жюри кинофестиваля «Сандэнс».